# Oenanthe globularis
Oenanthe globularis är en flockblommig växtart som beskrevs av Heinrich Friedrich Link. Oenanthe globularis ingår i släktet stäkror, och familjen flockblommiga växter. Inga underarter finns listade i Catalogue of Life.